# 歌川国満
歌川 国満（うたがわ くにみつ、生没年不詳）とは、江戸時代の浮世絵師。

## 来歴
歌川豊国の門人。俗称は熊蔵、一翁斎と号す。国光とも称した。飯倉土器（かわらけ）町、檜物町、芝口二丁目、田所町、山下町川岸に住む。作画期は享和から文政の頃にかけてで、合巻の挿絵、役者絵、美人画を描いている。

## 作品
- 『面鏡仇討志絵』　合巻　※羅綾堂錦久留丸作、文化6年（1809年）刊行
- 『奇哉夜光珠』　合巻　※高麗井市二三作、文化7年刊行
- 『夢浮橋』　合巻　※十返舎一九作、文化9年刊行
- 『子曳松一夜検校』　合巻　※東西庵南北作、文化10年刊行
- 『人面樹鼻之親玉』　合巻　※桜川慈悲成作、文化11年刊行
- 「役者七小町」　大判錦絵　国立国会図書館所蔵
- 「天竺徳兵衛実ハ宗観一子大日丸・尾上松助」　大判錦絵2枚続の内　ボストン美術館所蔵　※文化元年（1804年）7月、江戸河原崎座『天竺徳兵衛韓噺』より。「豊国門人国満画」の落款あり
- 「此村大炊之助俊春・岩井喜代太郎」　大判錦絵2枚続の内　ハーバード大学所蔵　※同上
- 「紀の国屋文左衛門・沢村源之助」　大判錦絵
- 「見立鞍馬山」　大判錦絵3枚続　ボストン美術館所蔵　※初代豊国との合作。国満が右から1枚目と2枚目を、豊国が3枚目を描く。
- 「新版浮画両国橋納涼之図」　横大判錦絵　東京都立図書館所蔵
- 「新版浮絵新吉原桜盛之図」　横大判錦絵